# Castanopsis mekongensis
Castanopsis mekongensis är en bokväxtart som beskrevs av Aimée Antoinette Camus. Castanopsis mekongensis ingår i släktet Castanopsis och familjen bokväxter. Inga underarter finns listade.